# Albert Humbert
Albert Humbert, de son vrai nom Pierre-Francois Humbert, est un écrivain, journaliste et dessinateur français du XIXe siècle, né à Vesoul le 24 février 1835  et mort le 10 octobre 1886 à Langres (Haute-Marne)

## Biographie
Il est notamment l'auteur de La Lanterne de Boquillon journal satirique paru la première fois le 28 août 1868, après la Lanterne de Rochefort.
Ce journal du nord de la France dans lequel il se fait passer pour un paysan illettré aurait influencé Rimbaud dans ses écrits. Il sera publié de 1868 à la mort d'Albert Humbert, en 1886, puis repris par sa fille jusqu'en 1926.
Albert Humbert est aussi l'auteur de nombreux romans comiques et satiriques, notamment Cadavres sur cadavres,Tailleboudin et Les Gens de Velleguindry.
François Caradec était celui qui avait essayé de remettre à neuf l'œuvre d'Albert Humbert.
Oublié en France, ses œuvres sont consultables sur Gallica.